# Bernstorf
Pour les articles homonymes, voir Bernstorff.
Bernstorf est une municipalité allemande du land de Mecklembourg-Poméranie-Occidentale et l'arrondissement du Mecklembourg-du-Nord-Ouest. En 2012, elle comptait 339 hab.